# 協和キリン
協和キリン株式会社（きょうわキリン）は、医療用医薬品事業等を行う、製薬企業である。かつては、日本酒・焼酎・ワインの製造を手掛ける酒造メーカーでもあった。キリンホールディングスの子会社で、キリングループに属する。日経平均株価およびJPX日経インデックス400の構成銘柄の一つ。

## 概要
1937年に寳酒造・合同酒精・大日本酒類醸造の共同出資によって設立された「協和化学研究所」を淵源とする。当時は軍事用としてアセトン・ブタノールやイソオクタンの必要性が高まり、アルコール発酵の応用でアセトン・ブタノールやイソオクタンの微生物発酵による合成を研究することが主目的であった。1944年に製造プラントを稼動したが、発行が途中で止まる通称『眠り病』など異常発酵の解決に手間取り、実際に量産体制を整えたのは終戦後の1948年となる。戦時中被害からの企業再整備に伴い、1949年に現在の会社を設立した。加藤辨三郎が初代社長に就任し、発酵技術を基盤としてペニシリンやストレプトマイシンなどの医薬品製造や焼酎をはじめとした醸造業として再出発した。1955年に合成清酒「利久」醸造元の利久発酵工業（理化学興業、理研酒工業）、1960年に「ダイヤ焼酎」など醸造元の日本酒類（大日本酒類醸造の後身）、それぞれを吸収合併して酒類事業を拡大し、飼料、食品添加物、化学品の製造と販売に進出した。
2000年以降は精力的に事業再編した。2002年9月に酒類部門をアサヒビールと合弁・分社化した「アサヒ協和酒類製造」へ移行し、山梨の酒類製造子会社サントネージュワインほか2社の所有株式全てをアサヒビールへ譲渡する。2005年にアサヒビールと合弁を解消し、協和醱酵工業が製造販売した焼酎の大五郎、かのか、玄海とワインは、ニッカウヰスキーが継承して製造する。アサヒ協和酒類製造は2006年1月1日付けでニッカウヰスキーと合併した。フリーズドライスープ「本格派・たまごスープ」などで知られる食品・調味料事業は、2005年4月1日に「協和発酵フーズ」として分社し、キリンビールグループと経営統合に伴い、2009年4月1日にキリンフードテック（旧・武田キリン食品）と統合してキリン協和フーズが発足した。化学品部門は、2004年に1966年設立の化学品製造子会社の協和油化と統合して協和発酵ケミカルとなった。
2007年10月に、キリングループと戦略的提携して実質キリン傘下となることを発表した。キリンホールディングスが友好的TOBで株式の28.49パーセント (%) を取得し、2008年4月1日にキリングループの医薬品事業会社であるキリンファーマを株式交換で完全子会社とした。キリンホールディングスの株式保有比率は50.10%となりキリンの連結子会社となった。当社及びキリンファーマ両社は、2008年10月1日に当社を存続会社として合併して協和発酵キリン株式会社となった。創立70周年を迎えた2019年7月1日に協和キリン株式会社に商号変更した。
2012年の連結売上高は、約75%が医療用医薬品で実質は医薬品メーカーであり、約23%はバイオケミカル事業で各種アミノ酸の発酵生産は味の素と双璧である。うまみ調味料グルタミン酸ナトリウムの発酵生産技術を味の素に先んじて世界で初めて確立した。
協和醱酵工業は第一勧銀グループ、キリングループは三菱グループ、協和発酵キリンは2017年現在、第一勧銀グループの社長会である三金会に加盟している。
男子卓球部は協和発酵時代から日本卓球リーグで総合優勝4回で知られる。防府工場は2002年まで硬式野球部があり、都市対抗野球の1975年第46回大会、1991年第62回大会、2002年第73回大会にそれぞれ出場した。主なOBに広島の津田恒実、西武の上本達之などがいる。

## 沿革
- 1936年7月 - 寳酒造、合同酒精、大日本酒類醸造の3社で協和会を結成。
- 1937年
  - 2月 - 日本共商株式会社を設立。
  - 11月 - 協和化学研究所を設置。
- 1939年11月 - 日本共商株式会社の商号を協和化学興業株式会社に変更。
- 1943年3月 - 東亜化学興業株式会社を設立。
- 1944年 - 大日本酒類醸造株式会社の商号を大日本醗酵工業株式会社に変更。
- 1945年
  - 4月 - 東亜化学興業が協和化学興業を吸収合併。
  - 11月 - 東亜化学興業株式会社の商号を協和産業株式会社に変更｡
- 1948年 - 日本で初めて、アセトン・ブタノールの大量生産を糖蜜から発酵法で開始し、化学品事業を創業する。
- 1949年7月1日 - 協和産業の第二会社として、東京都渋谷区に協和醱酵工業株式会社を設立。加藤辨三郎が社長に就任。
- 1951年 - ストレプトマイシンの量産を開始｡
- 1953年 - 岩手酒類工業株式会社を合併し、盛岡工場とする。
- 1955年 - 利久発酵工業を吸収合併。
- 1956年 - グルタミン酸の生産技術を発明｡
- 1959年7月11日 - 宇部工場で爆発事故。作業員7人が死亡、38人が重軽傷[4]。
- 1960年7月 - 日本酒類株式会社を吸収合併。
- 1961年 - 大協石油（現・コスモ石油）と合弁で、エチレンセンターとなる大協和石油化学を設立｡
- 1966年 - 大協和石油化学より協和油化を分離、大協和石油化学は新大協和石油化学（現・東ソー）へ。
- 1978年 - ジョンソン・エンド・ジョンソンと合弁でヤンセン協和を設立｡
- 1981年 - 商号を協和発酵工業株式会社に変更。CIを導入し、レイ吉村デザインによる亀の甲や6事業部の調和を表したシンボルマークを制定[5]。（2005年にはシンボルマークを立体化した）
- 1988年 - 日産化学工業（現・日産化学）の高級アルコール事業を併合、日本オキソコール設立｡
- 1991年 - 日本オキソコールを協和油化へ併合｡
- 1995年 - リジンを巡る国際カルテルに加担していたことが暴露される。
- 2000年 - 三菱化学と合弁でジェイ・プラス設立｡
- 2001年 - ジョンソン・エンド・ジョンソンとの提携解消、ヤンセン協和を譲渡し、同社はヤンセン ファーマとなる。
- 2002年 - 酒類事業をアサヒビールへ譲渡｡
- 2003年 - 昭和電工と合弁で日本酢酸エチル設立｡
- 2004年 - 化学品事業と協和油化を統合、協和発酵ケミカル発足。
- 2005年 - 食品事業を協和発酵フーズ（キリン協和フーズを経て、現・三菱商事ライフサイエンス株式会社）として分社化。事業持株会社制（医薬&バイオケミカル）へ移行。
- 2008年10月1日 - 商号を協和発酵キリン株式会社に変更。
- 2010年 - 原料アルコール事業の販売部門を、（同じくキリングループの）メルシャンの同部門と統合し、第一アルコール株式会社を設立。
- 2011年 - キリン協和フーズの株式をキリンホールディングスに譲渡。協和発酵ケミカル（現・KHネオケム）をみずほ系投資会社・日本産業パートナーズが組成する買収ファンドに売却し、化学品事業をカーブアウト。
- 2012年 - 富士フイルム社とバイオシミラー医薬品についての開発・製造・販売の合弁会社「協和キリン富士フイルムバイオロジクス株式会社」を発足。大塚製薬社との糖尿病領域とがん領域についての戦略的提携を発表。協和発酵バイオ タイ現地法人を設立。宇部工場に新製剤工場を竣工。
- 2013年 - 抗FGF23完全ヒト抗体KRN23の開発・販売を米国ウルトラジェニクス社と契約締結。シンガポールにトランスレーショナル研究所を開設。レオファーマ社とカルシポトリオールとベタメタゾンジプロピオン酸エステルの配合外用剤の日本における販売提携契約締結。
- 2014年 - 英国ProStrakan社がArchimedes社を買収。高崎工場内に、新製剤棟を竣工。
- 2015年 - 富士リサーチパーク内に新たな研究棟（IK8棟）を竣工。遺伝子組換えヒトアンチトロンビン製剤「アコアラン 静注用600」の国内承認取得。アストラゼネカ社とのBenralizumab（KHK4563）に関するオプション契約締結。
- 2016年 - Kyowa Kirinブランド統一。高崎工場内にバイオ医薬原薬製造棟が竣工。
- 2017年 - 協和キリンフロンティア株式会社設立。協和メデックス株式会社の株式譲渡契約を締結。
- 2019年7月1日 - 商号を協和キリン株式会社に変更。

## 歴代社長
加藤幹夫までは『薔薇は薔薇 : 協和発酵35年史』による。
| 代                 | 氏名             | 就任日           | 退任日           | 備考                  |
| 協和醗酵工業社長   | 協和醗酵工業社長 | 協和醗酵工業社長 | 協和醗酵工業社長 | 協和醗酵工業社長      |
| ------------------ | ---------------- | ---------------- | ---------------- | --------------------- |
| 初                 | 加藤辨三郎       | 1949年7月        | 1969年8月        | 1968年8月より会長兼任 |
| 2                  | 桑田猛           | 1969年8月        | 1972年8月        |                       |
| 3                  | 高田弘           | 1972年8月        | 1978年3月        |                       |
| 4                  | 木下祝郎         | 1978年3月        | 1984年3月        |                       |
| 5                  | 加藤幹夫         | 1984年3月        | 1991年           | 加藤辮三郎の長男      |
| 6                  | 中村寛之助       | 1991年3月        | 1996年3月        |                       |
| 7                  | 平田正           | 1996年3月        | 2003年6月        |                       |
| 8                  | 松田譲           | 2003年6月        | 2008年           |                       |
| 協和発酵キリン社長 |                  |                  |                  |                       |
| 8                  | 松田譲           | 2008年10月1日    | 2012年           |                       |
| 9                  | 花井陳雄         | 2012年3月        | 2018年           |                       |
| 10                 | 宮本昌志         | 2018年3月        | 2019年           |                       |
| 協和キリン社長     |                  |                  |                  |                       |
| 10                 | 宮本昌志         | 2019年7月1日     | 現職             |                       |

## 主な医療用医薬品
- 降圧薬:コニール、コバシル
- パーキンソン病治療薬:イーシー・ドパール、ペルマックス、アポカイン、ノウリアスト、ハルロピテープ
- 抗アレルギー薬:アレロック、パタノール
- 抗てんかん薬:デパケン、トピナ
- ESA製剤:エスポー、ネスプ、ダルベポエチンアルファ注シリンジ「KKF」
- HIF-PH阻害薬:ダーブロック
- G-CSF製剤:グラン、ジーラスタ、ジーラスタボディーポッド
- TPO受容体作動薬:ロミプレート
- カルシミメティクス製剤:レグパラ、オルケディア
- 遺伝性の希少疾患治療薬:クリースビータ
- 抗がん剤:ポテリジオ[8]、5-FU

　など。

## 国内グループ会社
- 協和キリンプラス
- 協和メディカルプロモーション
- 協和メディアサービス
- 協和医療開発
- 協和キリンフロンティア

## かつてのグループ会社
- 伸和製薬
- KHネオケム（旧・協和発酵ケミカル）
- MCフードスペシャリティーズ（旧・キリン協和フーズ）
- ミナリスメディカル株式会社（旧・協和メデックス）
- 協和発酵バイオ
- サントネージュワイン

## 不祥事

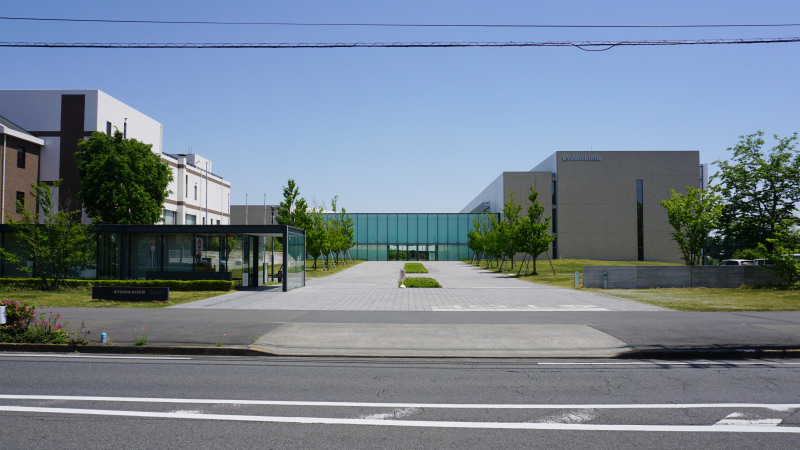
マウスを紛失した東京リサーチパーク

- 1995年、リジンをめぐる国際カルテルに加担していたことがFBIの盗撮によって暴露、告発された[9]。
- 2010年9月10日、「同年8月4日・11日、東京リサーチパーク研究棟内で薬の基礎研究のために飼育していた遺伝子組み換えマウスの雌計二匹を紛失した」と発表した。死んでいたマウスを誤って処分した可能性が高く、病原体もないことから、生態系への影響はほとんどない。しかし社内での調査・捜索を優先した結果、文部科学省への報告が最初の紛失から約3週間後の8月26日まで遅れ、遺伝子組み換え生物の扱いで要求される厳重な管理体制と迅速な報告体制の不備が浮き彫りとなった[10]。

## 宣伝・広告
『NNNきょうの出来事 』（1980年代前半、日曜は一部地域でスポンサー差し替え）、『NNN JUST NEWS』の末期（1983年10月 - ）『NNN6:30きょうのニュース』『NNNライブオンネットワーク』『NNNニュースプラス1』の途中（ - 1995年3月）まで（主に火曜・木曜・土曜）と、『THEサンデー』（1995年4月 - 1998年3月）の中期の約15年間に渡り、日本テレビ系列のニュース番組や、TBS系列の『JNN報道特集』、フジテレビ系列の『小川宏のTOP情報』、『報道2001』、テレビ朝日系列の『ステーションEYE』、『スーパーJチャンネル』などの提供スポンサーを務め、「カラダワンダーランド」・「自然は大きなホスピタル」をテーマにした企業CMを流し、「医薬品メーカー・協和発酵」としての知名度を上げてきた。最近では、一社提供番組の水百景（テレビ東京系列、2005年4月 - 2009年12月）や全国ネット番組のウェークアップ!ぷらす（読売テレビ制作・日本テレビ系列、不定期枠）を提供していた。CMにはみなみらんぼう、手塚治虫らが出演していた。
2008年からは、竹内まりやの「人生の扉」をイメージソングとした企業CMが放映された（「協和発酵キリン」発足まで）。
現在は、『情熱の系譜』（テレビ東京系列）でCMと番組の垣根を越えた新たな形態のコンテンツを提供している。（2010年4月5日 - ）なお、番組はYouTubeの情熱の系譜チャンネル、および番組連動HP上で番組放送と同時に視聴可能である。
なお、かつてアルコール類（焼酎「SUN」、チューハイ「SUNSHOWER」、「サントネージュワイン」）を展開していた当時、在京及び在阪局に限りスポットCMを多数出稿（=放送）していたが、焼酎「大五郎」、麦焼酎「玄海」については、全国基幹地域を中心にスポットCMを出稿。それと前後して「SUN」「SUNSHOWER」など焼酎関連商品のスポットCMも北海道、宮城、静岡など基幹地域の一部で出稿していた。
「SUN」については、歌手の麻倉未稀をCMキャラクターとして、1980年代末期に宇崎竜童と交代するまで比較的長きにわたり起用し続けた。また、サントネージュワインには坂本龍一、森尾由美、星野知子を、大五郎には豊田泰光、玄海には村田英雄を起用したCMが放送されていた。
2001年には新聞広告として、両方の鼻の穴にティッシュペーパーを詰めた少女が登場する花粉症治療啓蒙広告（花粉なんか、）を発表した。同広告は第69回毎日広告デザイン賞の第3部「広告主参加作品の部」の最高賞を受賞した。